# 邱成章
邱成章（1917年—1991年），男，祖籍广东饶平，生于柬埔寨，中国企业家，曾任澳门中华总商会监事长，第五、六、七届全国政协委员。